# Нордштранд
Нордштранд (нем. Nordstrand) — община в Германии, в земле Шлезвиг-Гольштейн.
Входит в состав района Северная Фризия. Подчиняется управлению Нордзе-Трене. Население составляет 2218 человек (на 31 декабря 2010 года). Занимает площадь 45,16 км².
Официальным языком в населённом пункте, помимо немецкого, является севернофризский.

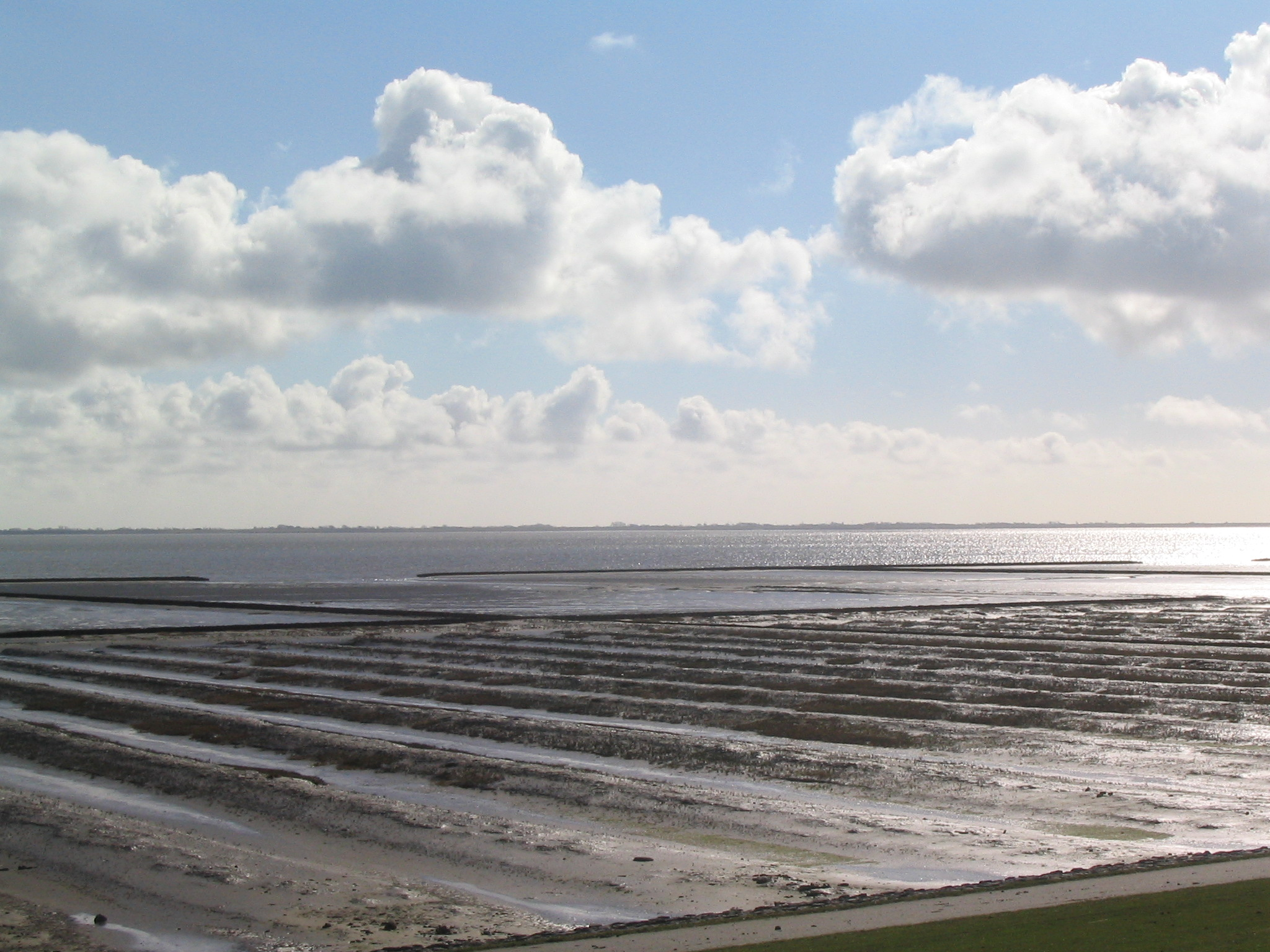
Нордштранд
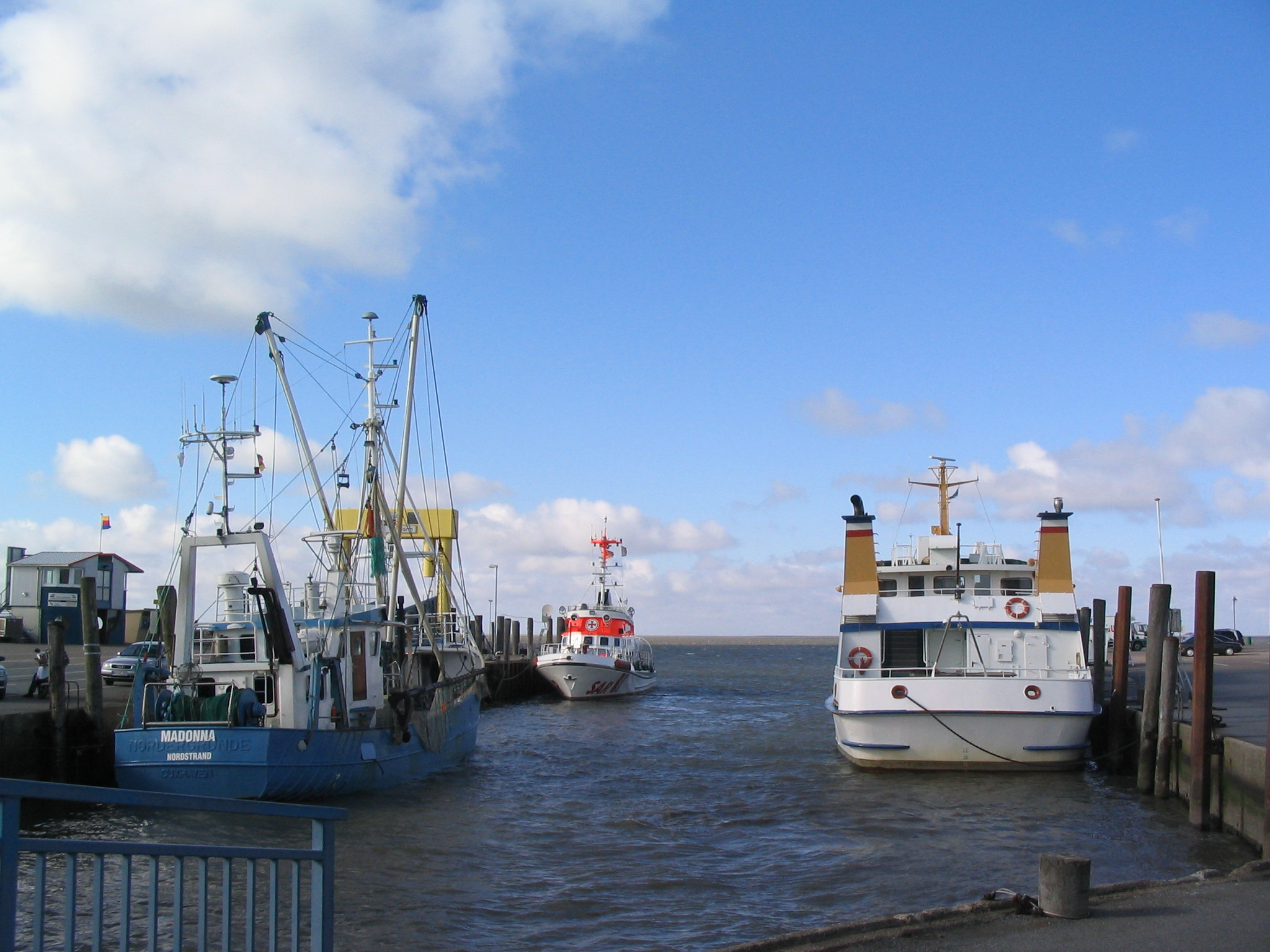
Нордштранд